# Festival de Cine de Nueva York

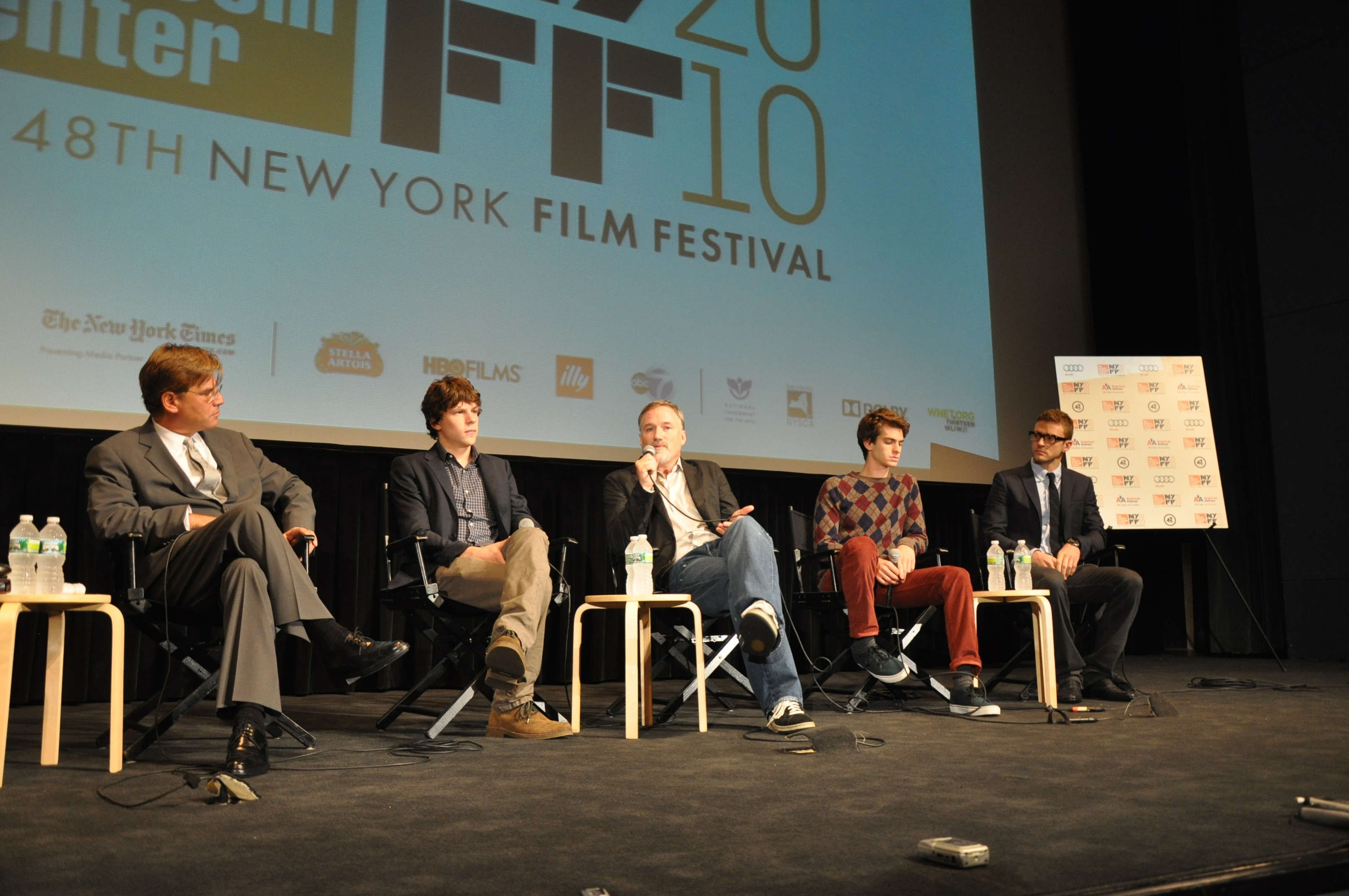
Aaron Sorkin, Jesse Eisenberg, David Fincher, Andrew Garfield y Justin Timberlake en el estreno de The Social Network durante el Festival de Cine de Nueva York del año 2010.

El Festival de Cine de Nueva York (conocido en idioma inglés como New York Film Festival o NYFF) es un festival de cine no competitivo establecido por el director Amos Vogel y el escritor Richard Roud en Nueva York en 1963. Las películas participantes son seleccionadas por la Sociedad Cinematográfica del Lincoln Center.
El director actual, Richard Peña, también preside el Comité de Selección, el cual incluye a críticos como Dennis Lim, Melissa Anderson y Scott Foundas de L.A. Weekly y a J. Hoberman de The Village Voice. El festival también es conocido por sus diversos programas realizados paralelamente al evento principal. La proyección anual «Views from the Avant-Garde», que exhibe filmes experimentales no narrativos, se ha llevado a cabo desde 1997.

## Fundación del Festival y Richard Roud
El primer programador del festival de cine de Nueva York, Richard Roud, fue escogido por el presidente del centro Lincoln William Schuman en 1962. Roud tenía 33 años de edad para ese entonces y estaba establecido en Londres, donde trabajaba como crítico de películas para el diario The Guardian y programó el Festival de Cine de Londres. Aunque Roud mantuvo su lugar de residencia en Londres, contrató a Amos Vogel del club legendario de películas Cinema 16 como su compañero programador. La primera edición del festival fue estrenada  el 10 de septiembre de 1963 con El ángel exterminador de  Luis Buñuel. En 1966, Roud y Vogel formaron el primer comité de selección del festival, el cual consistía de Arthur Knight y Andrew Sarris, mientras que Susan Sontag fue incorporada al equipo el siguiente año. Vogel renunció a su puesto como director del festival en 1968. Aunque Roud fue previamente designado director del programa, él presidió el festival desde 1969 hasta 1987. Los 25 años de Roud en el festival se caracterizaron por su enfoque  en el arte del cine europeo durante la posguerra.